# Likér

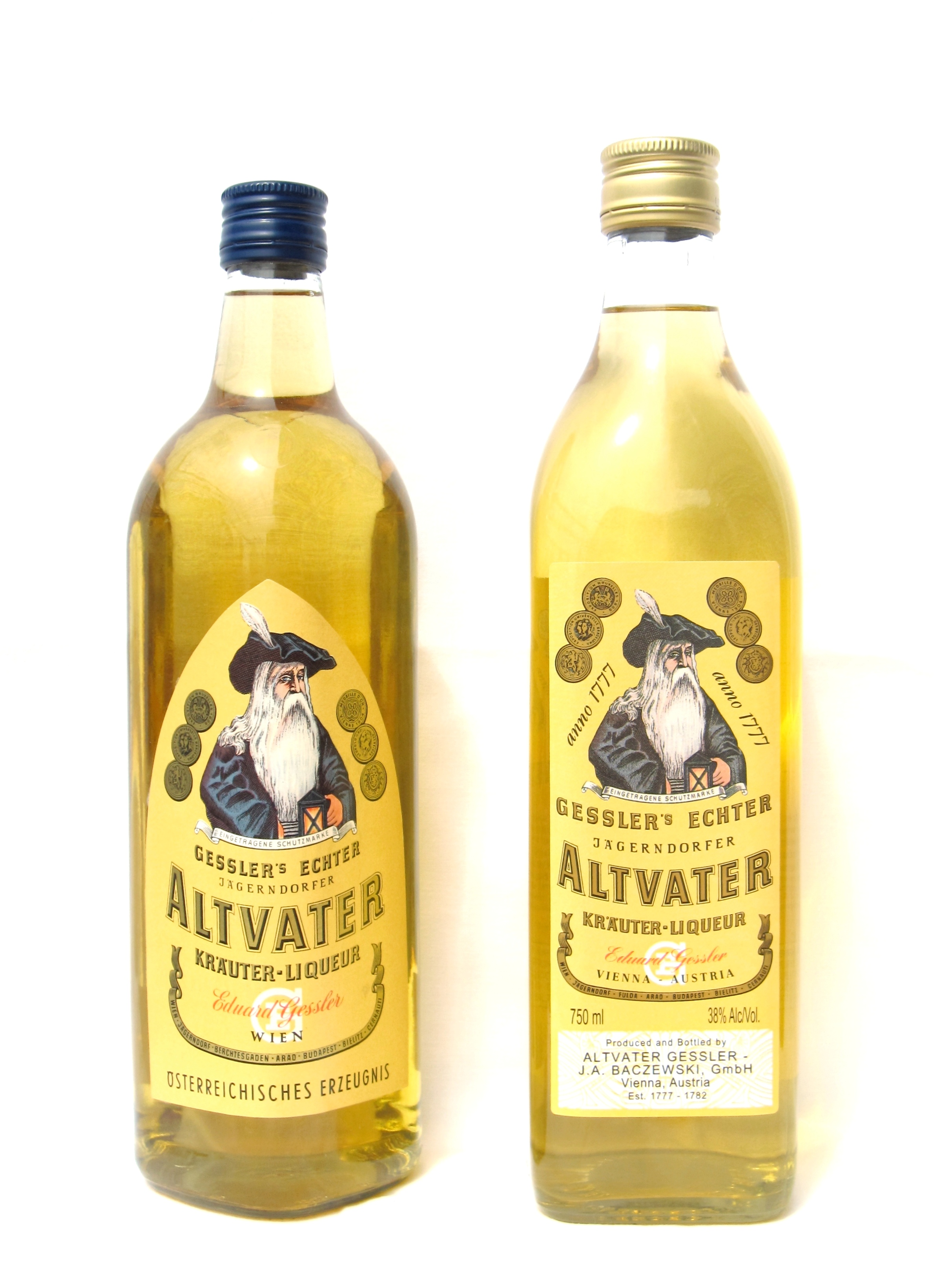
Bylinný likér Praděd/Altvater.

Likér je sladký alkoholický nápoj, často ochucený ovocem, bylinkami, kořením či jinými plody a někdy smetanou. Slovo likér pochází z latinského liquifacere, což znamená rozpustit. To odkazuje na rozpouštění chuťových složek v alkoholu při přípravě likéru. Likéry většinou nejsou stařené po dlouhou dobu, ale mohou při výrobě nějakou dobu „stát“, aby se jejich složky správně spojily.

## Historie
Výroba likérů počala před staletími, kdy se oddělily od bylinkářské medicíny, často připravované mnichy, tak jako Chartreuse (čti šartrúz) či Benediktýnka. V Itálii byly likéry vyráběny již v 13. století.

## Zařazení
Likéry jsou stupňovitostí alkoholu někde mezi dezertními víny a destiláty. Většinou mají mezi 20–40 % alkoholu, ale některé mají i přes 50 %.
Cukru mají likéry od 100 g/l. Bylinné alkoholické nápoje s obsahem cukru do 100 g/l se nazývají hořké lihoviny. Lihoviny s obsahem cukru nad 250 g/l lze označit jako krém.

## Příprava
Likéry se připravují vyluhováním bylin, koření nebo dalších aromatických a chuťových přísad ve vodě nebo lihu a přidáním cukru atd. Některé likéry jsou připravovány destilací aromatických a ochucovacích surovin.

## Druhy likérů
Existuje velké množství druhů likérů – bylinné, kávové, čokoládové, vaječné, ovocné, krémové a likéry z koření. Pijí se samotné, nebo se používají při přípravě drinků i pokrmů. Dále se dělí na sladké, polosladké a ovocné (neboli ratafie), na krémy a hořké likéry. Likéry, které mají obsah cukru 10 kg ve 100 litrech a obsahují přísadu aroma se nazývají dvojnásobné pálenky. Občas nejsou slazené vůbec, mohou být barvené i nebarvené. Likéry vyráběné s použitím ovoce nebo obsahují přísadu ovocné šťávy se nazývají ratafie.

## Právní definice
Ze zákona se likérem rozumí lihovina vyrobená z lihu nebo destilátu nebo jedné či více lihovin nebo jejich směsi oslazením a případně přídavkem produktů zemědělského původu, jako jsou vejce, smetana, mléko nebo jiné mléčné výrobky, ovoce, víno nebo aromatizované víno, obsahující nejméně 100 g cukru nebo ekvivalentní množství jiných sladidel na jeden litr výrobku s výjimkou likéru z hořce, s hořcem jako jedinou aromatickou látkou, u kterého je obsah cukru nejméně 80 g na 1 litr výrobku, a likéru z třešní, jehož veškerý etanol pochází z těchto třešní, u něhož je obsah cukru nejméně 70 g na litr výrobku; výrobek s obsahem cukru nad 250 g na 1 litr, vyjádřeno v invertním cukru, lze označit jako krém nebo „Creme de“, s výjimkou likérů z mléka a mléčných výrobků, u nichž se v označení použije výraz, ze kterého je zřejmé, že bylo při výrobě výrobku použito mléka nebo mléčného výrobku; při výrobě likérů je možno používat přírodně identické aromatické látky s výjimkou likérů vyrobených z plodů ananasu, černého rybízu, třešně, maliny, moruše, borůvky, citrusů, morušky, arktické ostružiny, brusinky (klikva), a s výjimkou likérů z rostlin máty peprné, hořce, anýzu, pelyňku černobýl, úročníku bolhoj.

## Příklady likérů
bezinkový, broskvový, čokoládový, jahodový, kávový, kokosový, konopný, meruňkový, medový, ořechový, puškvorcový, vaječný, vanilkový, zázvorový
Advokát, Alaš, Anýzovka, Apfelkorn, Benediktinka, Becherovka, Cointreau, Cordial, Curaçao, čert, Eccau, Griotka, chartreuska, Izarra, Jägermeister, Kmínka, Karpatská hořká, Klášterní tajemství, Krkonošský likér, Kümmel, Maraskino, Pastis, Pepermint (zelená), Praděd, Světluška, Triple sect (z pomerančové šťávy), Vinariko (bylinný likér), …